# European Le Mans Series 2001
European Le Mans Series 2001 kördes över sju omgångar, varav fem i Europa. Fyra av deltävlingarna kördes tillsammans med American Le Mans Series.
Sedan American Le Mans Series kört några deltävlingar i Europa under säsongen 2000 startade Don Panoz en europeisk serie påföljande år. Tävlingarna mötte hård konkurrens från FIA Sportscar Championship och serien kördes bara en säsong, men till 2004 kom Panoz tillbaka med Le Mans Series.

## Tävlingskalender
| Datum       | Tävling              | Segrare LMP900 Team                                       | Segrare LMP675 Team                  | Segrare GTS Team                             | Segrare GT Team                             |
| Datum       | Tävling              | Segrare LMP900 Förare                                     | Segrare LMP675 Förare                | Segrare GTS Förare                           | Segrare GT Förare                           |
| ----------- | -------------------- | --------------------------------------------------------- | ------------------------------------ | -------------------------------------------- | ------------------------------------------- |
| 17 mars     | Sebring 12-timmars * | Audi Sport North America                                  | Deltog ej                            | Konrad Team Saleen                           | Alex Job Racing                             |
| 17 mars     | Sebring 12-timmars * | Michele Alboreto Rinaldo Capello Laurent Aïello           |                                      | Oliver Gavin Terry Borcheller Franz Konrad   | Sascha Maassen Lucas Luhr Emmanuel Collard  |
| 14 april    | ELMS Donington *     | Audi Sport Team Joest                                     | Rowan Racing                         | RML Group                                    | Alex Job Racing                             |
| 14 april    | ELMS Donington *     | Tom Kristensen Rinaldo Capello                            | Martin O'Connell Warren Carway       | Bruno Lambert Ian McKellar Jr.               | Lucas Luhr Sascha Maassen                   |
| 20 maj      | ELMS Jarama *        | Audi Sport Team Joest                                     | Dick Barbour Racing                  | Konrad Team Saleen                           | Team Schnitzer                              |
| 20 maj      | ELMS Jarama *        | Tom Kristensen Rinaldo Capello                            | Eric van de Poele Didier de Radigues | Toni Seiler Walter Brun Franz Konrad         | Dirk Müller Fredrik Ekblom                  |
| 15 juli     | Estoril 6-timmars    | Pescarolo Sport                                           | Deltog ej                            | RML Group                                    | Freisinger Motorsport                       |
| 15 juli     | Estoril 6-timmars    | Jean-Christophe Boullion Laurent Redon Boris Derichebourg |                                      | Bruno Lambert Ian McKellar Jr. Chris Goodwin | Xavier Pompidou Romain Dumas                |
| 5 augusti   | ELMS Most            | Johansson Motorsport                                      | ROC                                  | RML Group                                    | P.K. Sport                                  |
| 5 augusti   | ELMS Most            | Stefan Johansson Patrick Lemarié                          | Jordi Gené Christophe Pillon         | Bruno Lambert Ian McKellar Jr.               | Robin Liddell Mike Youles                   |
| 2 september | ELMS Vallelunga      | Lanesra                                                   | Didier Bonnet                        | RML Group                                    | Harlow Motorsport                           |
| 2 september | ELMS Vallelunga      | Richard Dean Gary Formato                                 | François Jakubowski Xavier Bich      | Ian McKellar Jr. Chris Goodwin               | Terry Rymer Magnus Wallinder                |
| 6 oktober   | Petit Le Mans *      | Audi Sport North America                                  | Dick Barbour Racing                  | Corvette Racing                              | PTG                                         |
| 6 oktober   | Petit Le Mans *      | Frank Biela Emanuele Pirro                                | Scott Maxwell John Graham Milka Duno | Kelly Collins Andy Pilgrim Franck Fréon      | Hans Joachim Stuck Boris Said Bill Auberlen |

* – Tävlingen hölls tillsammans med American Le Mans Series.

## Slutställning
| Klass  | Team                 | Bil                |
| ------ | -------------------- | ------------------ |
| LMP900 | Johansson Motorsport | Audi R8            |
| LMP675 | Didier Bonnet        | Debora-BMW         |
| GTS    | RML Group            | Saleen S7-R        |
| GT     | P.K. Sport           | Porsche 911 GT3-RS |